# Salvatore Cafiero
Salvatore Cafiero (Napoli, 8 agosto 1882 – Napoli, 29 gennaio 1965) è stato un attore teatrale, commediografo e comico italiano.

## Biografia
Salvatore Cafiero è stato primo a portare in scena e al successo il genere della "Sceneggiata".
Il suo debutto avvenne in un teatro di San Giovanni a Teduccio, in coppia con la moglie Tina Loverre, con la quale formò un duo canoro di notevole successo. Per la scelta dei testi i coniugi Cafiero si avvalsero della collaborazione di validi poeti napoletani, quali Gualtieri e Giovanni Capurro. Il duo ebbe vita fino al 1921, quando Cafiero conobbe Eugenio Fumo. Insieme fondarono la compagnia teatrale Cafiero-Fumo, incentrata su un tipo di teatro nascente "La sceneggiata" ovvero testi di vecchie e nuove canzoni napoletane sceneggiate e recitate a teatro. La ditta durò per circa vent'anni, durante i quali riscosse un notevole successo portando in scena testi dei più grandi poeti napoletani dell'epoca, da Salvatore Di Giacomo a Libero Bovio.
Nel 1940 la ditta Cafiero-Fumo si sciolse; Cafiero entrò a far parte della compagnia della "Scarpettiana" del Teatro San Ferdinando, diretta da Eduardo De Filippo. Partecipò anche in alcune pellicole di ambientazione napoletana, tra le quali Processo alla città di Luigi Zampa del 1952.
Morì a Napoli nel 1965, a 82 anni. 

## Filmografia
- Monaca santa, regia di Guido Brignone (1948)
- Carcerato, regia di Armando Grottini (1951)
- Città canora, regia di Mario Costa (1952)
- Processo alla città, regia di Luigi Zampa (1952)
- La sfida, regia di Francesco Rosi (1958)
- Un ettaro di cielo, regia di Aglauco Casadio (1959)
- I magliari, regia di Francesco Rosi (1959)
- Gastone, regia di Mario Bonnard (1960)
- La contessa azzurra, regia di Claudio Gora (1960)
- Il mattatore, regia di Dino Risi (1960)
- Gli incensurati, regia di Francesco Giaculli (1961)